# Digitaria fuscopilosa
Digitaria fuscopilosa är en gräsart som beskrevs av Paul Goetghebeur. Digitaria fuscopilosa ingår i släktet fingerhirser, och familjen gräs. Inga underarter finns listade i Catalogue of Life.